# Melanoleuca graminicola
Melanoleuca graminicola är en svampart som först beskrevs av Josef Velenovský, och fick sitt nu gällande namn av Kühner & Maire 1934. Enligt Catalogue of Life ingår Melanoleuca graminicola i släktet Melanoleuca,  och familjen Tricholomataceae, men enligt Dyntaxa är tillhörigheten istället släktet Melanoleuca,  och familjen Chromocyphellaceae. Arten är reproducerande i Sverige. Inga underarter finns listade i Catalogue of Life.